# Stazione di Siena Zona Industriale
La stazione di Siena Zona Industriale è una stazione ferroviaria della Siena–Grosseto a servizio del territorio comunale sud di Siena.
Nel 2010 è stata chiusa al servizio viaggiatori da Trenitalia, rimanendo operativa per la circolazione sulla linea ferroviaria. In precedenza era classificata nella categoria Bronze di RFI.